# Euprenolepis procera
Euprenolepis procera (лат.) — вид муравьёв рода Euprenolepis Emery, 1906, первоначально описанный под названием Prenolepis procera Emery, 1900. Встречается в Юго-Восточной Азии: в Малайзии, Таиланде и Индонезии.

## Описание
Малайзийские муравьи, питающиеся грибами, но не строящие постоянных гнёзд — популяция в размере 500—50000 особей перемещается по лесу от одной грибной делянки к другой, оставаясь на одном месте 1—9 дней. Яйца и личинки при этом тоже находятся «на марше». Известно 30 видов грибов, которые эти муравьи употребляют в пищу. Во время полевых наблюдений было зарегистрировано только два случая, когда они питались животными (кузнечик и улитка). Это приводит к выводу, что их рацион практически полностью состоит из грибов. Муравей производит какое-то вещество, которое, как думают учёные, вполне могло стать питательной базой для грибковых спор. Они не селятся вокруг грибниц и не очень любят мякоть — наоборот, представители этого вида предпочитают споры. Видимо, по мере того, как число насекомых в джунглях росло, а конкуренция повышалась, некоторые решили сами заняться разведением грибов и соответствующим образом поменяли социальные роли в колонии. Видимо, у кочевников осталась своя ниша: они переносят споры, а многим растениям во влажных тропиках грибы необходимы в качестве партнёров по симбиозу. Ведут ночной образ жизни.

### Рабочие
Рабочие муравьи полиморфны и состоят из малой (3,5—4,5 мм) и большой (5—6 мм) каст. Головы рабочих тёмно-красновато-коричневого цвета, имеют сердцевидную форму. Антенны чуть светлее и состоят из 12 сегментов. Внешне напоминают Pseudolasius.

### Репродуктивные касты
У самцов и самок глаза выражены лучше чем у рабочих. Кроме того, они имеют три хорошо выраженных простых глаза. Муравьиные матки покрыты слоем волосков. Усики самцов состоят из 13 сегментов.